# Dia Internacional de Solidaritat amb el Poble Palestí
El Dia Internacional de Solidaritat amb el Poble Palestí se celebra a les Nacions Unides el 29 de novembre per la importància d'aquesta data per als palestins. El 29 de novembre de 1947 es va aprovar a l'Organització de les Nacions Unides (ONU) un Estat jueu i un Estat palestí, mitjançant la Resolució 181.

## Celebració

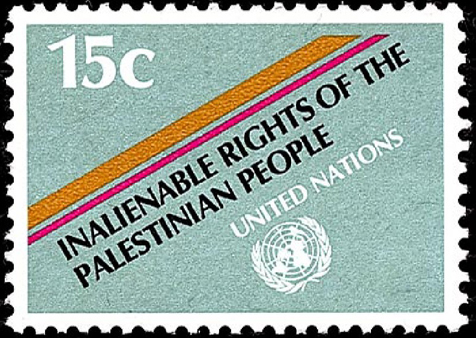
Segell postal de l'ONU en solidaritat amb el poble palestí.

Escut de Palestina.

El 2 de desembre de 1977 l'Assemblea General de les Nacions Unides en la Resolució 32/40 va demanar que s'observés anualment el 29 de novembre com a Dia Internacional de Solidaritat amb el Poble Palestí. La Resolució 34/65 de l'Assemblea General, del 12 de desembre de 1979, es va sol·licitar l'emissió de segells postals commemoratius per a aquesta celebració. La commemoració també s'ha ratificat mitjançant resolucions ulteriors aprovades per l'Assemblea General en relació amb la qüestió de Palestina.
Els esdeveniments se celebren a la seu de les Nacions Unides a Nova York, així com en les oficines de les Nacions Unides a Ginebra i Viena. A Nova York s'hi realitzen exposicions culturals sobre Palestina afavorides pel Comitè per a l'exercici dels drets inalienables del poble palestí i presentades per la Missió Permanent d'Observació de Palestina a les Nacions Unides.
Cada any, en aquesta data, es recorda que la qüestió de Palestina està sense resoldre i que els palestins encara no han fet valer el dret a l'autodeterminació sense ingerència externa i el dret a la independència i la sobirania nacional, a més del dret de tornar a les seves llars i que se'ls restitueixin els seus béns. Tant l'ONU, com a Estats i organitzacions emeten en les celebracions missatges especials de solidaritat amb el poble palestí, organitzen reunions i esdeveniments, difonen de publicacions i material informatiu, entre d'altres.
El Comitè per a l'exercici dels drets inalienables del poble palestí celebra una sessió extraordinària a la seu de l'ONU a Nova York, on hi participen el Secretari General, el President de l'Assemblea General, el President del Consell de Seguretat i representants d'òrgans pertinents a l'ONU, d'organitzacions intergovernamentals i de Palestina, a més del president palestí. La Divisió dels Drets dels Palestins de les Nacions Unides publica anualment un butlletí especial on figuren els textos de les declaracions formulades i els missatges rebuts en ocasió del Dia Internacional de Solidaritat.
El 2012, l'Assemblea General va adoptar la Resolució 67/19, amb 138 vots a favor, acordant l'admissió de Palestina com a Estat observador no membre de l'Organització.
El 2015, l'Assemblea General de l'ONU va adoptar la Resolució 69/320 relativa a l'hissat de les banderes dels Estats observadors no membres en les Nacions Unides. Les Nacions Unides va decidir que les banderes d'Estats observadors no membres, incloent la bandera de l'Estat de Palestina, s'hissessin a la Seu i les oficines de les Nacions Unides després de les banderes dels Estats membres de l'Organització. La Cerimònia d'hissat de la bandera de l'Estat de Palestina a la seu de l'ONU a Nova York es va dur a terme el 30 de setembre de 2015.

## Anys anteriors
| Anys anteriors                                             |
| ---------------------------------------------------------- |
| Dia Internacional de Solidaritat amb el Poble Palestí 2016 |
| Dia Internacional de Solidaritat amb el Poble Palestí 2015 |
| Dia Internacional de Solidaritat amb el Poble Palestí 2014 |
| Dia Internacional de Solidaritat amb el Poble Palestí 2013 |